# Josef Cincibus
Josef Cincibus (16. března 1906 Praha – 30. září 1980 tamtéž) byl český novinář, dramaturg, režisér a překladatel, který v letech 1936 až 1950 v rozhlase komentoval řadu nejvýznamnějších událostí v Československu i v zahraničí. 

## Život
Narodil se v roce 1906 v Praze do rodiny kočího. Ve svém rodném městě vystudoval reálnou školu než v letech 1927 až 1932 absolvoval Vysokou školu obchodní. Odpovídající zaměstnání si po studiu v oboru nicméně nenašel a i v důsledku velké hospodářské krize byl proto rok nezaměstnaný. Krátce byl poté praktikantem ve sklářském závodu Inwald. V roce 1935 se nakonec úspěšně ucházel o funkci hlasatele v rozhlase. Jeho prací bylo nejprve čtení programu a hlášení zpráv, nicméně postupně se díky svému umu, improvizaci a dobrému postřehu stal v roce 1936 reportérem pro významné události.
Nedlouho poté se stal tajemníkem slovenského programu a ve druhé polovině 30. let již byl jedním z předních komentátorů významných politických a kulturních událostí v Československu i v zahraničí. V roce 1937 například komentoval korunovaci britského krále Jiřího VI., pohřeb Tomáše Garrigua Masaryka, v roce 1938 poté Všesokolský slet a v roce 1939 přesun ostatků Karla Hynka Máchy na Vyšehradský hřbitov. V roce 1938 se podílel na vytvoření specializovaného oddílu reportérů, který poté sám začal vést. Kromě kolegů z rozhlasu spolupracoval mj. se spisovatelem Františkem Kožíkem a novináři Františkem Kocourkem a Františkem Alexanderem Elstnerem.

### Nacistická okupace
Po německé okupaci Čech, Moravy a Slezska a vytvoření Protektorátu Čechy a Morava se Československý rozhlas transformoval na pobočku Říšského rozhlasu a Cincibus se v roce 1942 stal zástupcem říšského vedoucího programu Horsta Pabela. Spolu s kolegy byla nacisty od reportérů vyžadována plná loajalita k Říši. Cincibus se sice nechtěl tlaku podvolit, ale zároveň se zdráhal nacistické moci postavit. Začíná proto dělat reportáže strohé, mimořádně věcné a monotónní. Za to byl nacisty opakovaně kritizován a jednou mu byla dokonce udělena důtka, do roku 1945 však své pozice hlasatele zbaven nebyl. V letech 1941 až 1945 tak působil jako vedoucí tzv. „oddělení časovostí“, tedy zpravodajské rubriky, a vedoucím projektu Doba – práce – události, v rámci kterého vytvářel politicky neutrální reportáže z každodenního života v Protektorátu. Například Cincibusův kolega František Kocourek, který se nacisty rozhodl otevřeně kritizovat, byl tou dobou transportován do Koncentračního tábora Osvětim, kde již v roce 1942 zemřel. Cincibus nicméně díky svému přístupu mohl vysílat dál a tvořil tak neutrálně laděné reportáže, například z příjezdu Reinharda Heydricha na Pražský hrad a později také z jeho pohřbu.
V letech 1941 a 1942 hrál vedlejší roli ve filmech Modrý závoj (1941) a Velká přehrada (1942) a v roce 1943 vydal teoretickou publikaci s titulem Odborník mluví v rozhlase.

#### Reportáž ze Slovenského národního povstání
V říjnu 1944 byl vyslán na Slovensko, kde měl natočit reportáž proti Slovenskému národnímu povstání. To sice učinil, nicméně nacisti ji při jejím dodání označili za propagandu ve prospěch partyzánů a odvysíláno bylo jenom několik jejích částí po důkladné korektuře nacistickými orgány. V březnu 1945 je nakonec Cincibus v souvislosti se svou reportáží z SNP zatčen a obviněn ze sabotáže a obviněn ze spolupráce s odbojovou skupinou na Kladně. Nacisté u něj navíc našli nahrávky s připravovanými gramofonovými deskami k povstání. Vězněn byl do 5. května 1945 na Pankráci. Vzhledem ke svému zatčení až v samotném závěru války však na rozdíl od řady svých kolegů věznění přežil.

### Po válce
Cincibus byl po konci druhé světové války a osvobození Československa v létě 1945 souzen, ale byl omilostněn a prohlášen za věrného a spolehlivého Čecha. S kolegy, kteří válku rovněž přežili, poté popisovali své pocity a počínání během nacistické okupace. V letech 1945 až 1950 opět pracoval v Československém rozhlase. Komentoval například návrat prezidenta Edvarda Beneše z exilu, první zasedání Prozatímního Národního shromáždění republiky Československé, návrat K. H. Franka do Československa a jeho soudní proces, pohřeb Jana Masaryka nebo XI. všesokolský slet v roce 1948 a udělal také rozhovor s navrátivším se Janem Werichem. V roce 1950 byl v důsledku komunistických čistek přímo řízených ÚV KSČ z rozhlasu k 30. září 1950 propuštěn. V letech 1950 až 1971 poté působil jako redaktor, dramaturg a režisér mluveného slova v Supraphonu. Tady během svého působení vytvořil řadu gramofonových desek s nahrávkami děl tehdejších předních československých herců, jednou z nejznámějších je nahrávka díla Osudy dobrého vojáka Švejka za světové války od Jaroslava Haška.
V roce 1968 při svých vzpomínkách uvedl, že své reportáže z 30. let by vzhledem ke stresu, které přinášely, již znovu natáčet nechtěl (v té době nebylo možné provádět žádné jejich postprodukční úpravy a byly tak natáčeny bez střihu jako jeden záběr).
Zemřel na den přesně 30 let po svém nuceném konci v Československém rozhlasu, 30. září 1980 v Praze. Po sametové revoluci je zpětně hodnocen jako jeden z nejlepších československých rozhlasových novinářů v historii.